# Alto de Jesús
Alto de Jesús è un comune (corregimiento) della Repubblica di Panama situato nel distretto di Ñürüm, comarca di Ngäbe-Buglé. Si estende su una superficie di 27,5 km² e conta una popolazione di 686 abitanti (censimento 2010).